# Dyrzela squamata
Dyrzela squamata là một loài bướm đêm trong họ Noctuidae.